# Банксия вересколистная
Ба́нксия вересколи́стная (лат. Bánksia ericifólia) — вид древовидных кустарников семейства Протейные, в диком виде произрастает в Австралии. Встречается в центральном и северном Новом Южном Уэльсе к востоку от Большого Водораздельного хребта.
Банксия вересколистная известна благодаря осеннему цветению и цветкам красного и оранжевого цвета, контрастирующим с зелёной густой листвой. Может достигать 6 м в высоту и ширину, но, как правило, — лишь половины этих размеров. На открытых пустошах и побережьях обычная высота банксии составляет 1—2 метра.